# اچ‌ام‌اس زبرا (۱۸۱۵)

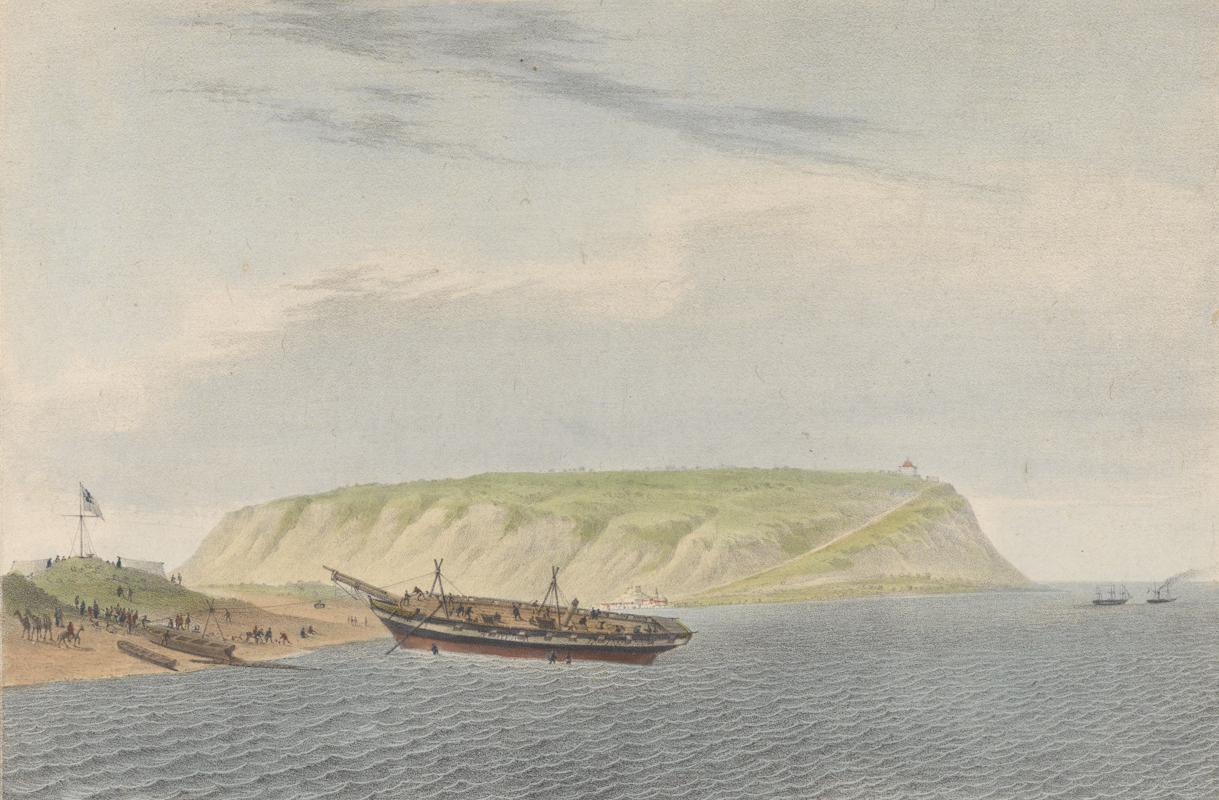
نگاره ای از اچ‌ام‌اس زبرا 4 دسامبر 1840

اچ‌ام‌اس زبرا (۱۸۱۵) (به انگلیسی: HMS Zebra (1815)) یک کشتی بود که طول آن ۱۰۰ فوت ۳ اینچ (۳۰٫۵۶ متر) بود. این کشتی در سال ۱۸۱۵ ساخته شد.